# Zack Rosen
Zachary Saul Rosen, detto Zack (in ebraico זאק רוזן‎?; Colonia, 14 marzo 1989), è un ex cestista statunitense con cittadinanza israeliana.